# Plumularia opima
Plumularia opima är en nässeldjursart som beskrevs av V.S. Bale 1924. Plumularia opima ingår i släktet Plumularia och familjen Plumulariidae. Inga underarter finns listade i Catalogue of Life.